# Théophile Huyge
Theofiel Gustaaf Huyge, detto Théophile (Sint-Amandsberg, 8 dicembre 1920 – ...), è stato un sollevatore belga medagliato europeo, che ha gareggiato nella categoria dei pesi leggeri.

## Carriera
Campione belga per cinque volte (1946, 1947, 1948, 1950 e 1951), partecipò ai Giochi Olimpici di Londra del 1948, classificandosi al 17º posto. Partecipò inoltre ai campionati mondiali ed europei di Parigi del 1946, piazzandosi rispettivamente al tredicesimo e all'undicesimo posto. Ai campionati mondiali ed europei di Scheveningen del 1949 si piazzò rispettivamente al sesto e al terzo posto, conquistando la medaglia di bronzo europea.